# Le mal court
Le mal court est une pièce de théâtre de Jacques Audiberti créée au Théâtre de Poche le 25 juin 1947. Suzanne Flon était la créatrice du rôle d'Alarica.

## Décor
Décor identique aux actes I, II et III : époque Louix XV.

Décembre 1762 : une chambre, dans une résidence située sur le territoire de l'électeur de Saxe, à proximité de la frontière de l'Occident. Deux lits.

## Résumé

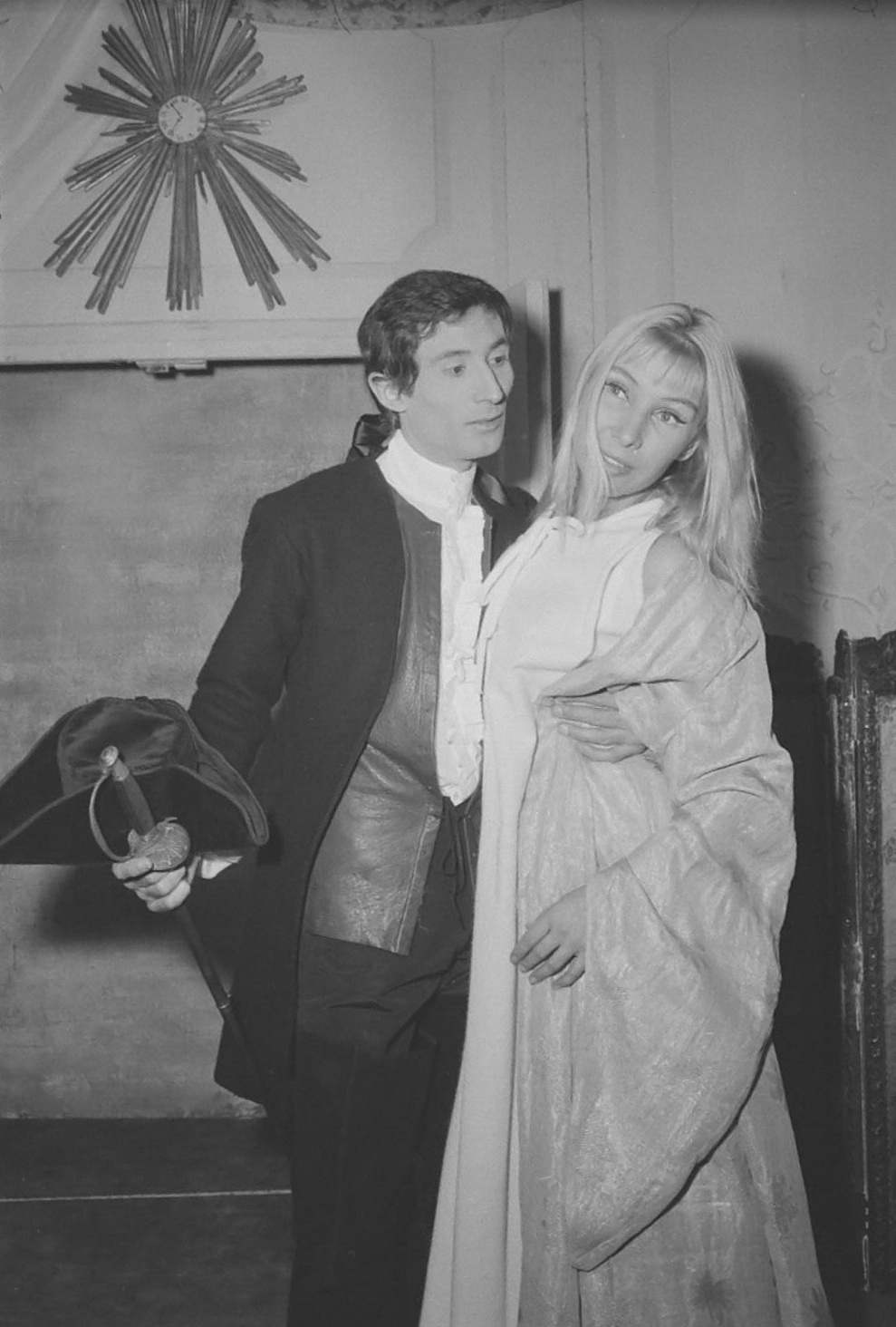
Alarica (Silvia Monfort) n'est pas insensible à la flamme de Monsieur F... (Jean Brassat).

La princesse Alarica, fille du souverain Celestincic du grand-duché de Courtelande situé quelque part dans l'est de l'Europe et voisinant avec l'Empire Russe, a été demandée en mariage par Parfait XVII, roi d'Occident. Alarica est arrivée, avec sa suite, en territoire de Saxe, limitrophe de l'Occident. Dans la chambre qui leur a été octroyée dans la résidence de Saxe, à cinq heures vingt, Alarica et sa gouvernante Toulouse sont éveillées. Selon le protocole, elles se préparent à recevoir la visite du roi Parfait. Lorsqu'on frappe violemment, à plusieurs reprises, à leur porte et que le roi Parfait, ou prétendu tel s'annonce de façon non protocolaire, la gouvernante est prise d'un doute et, par sécurité, refuse d'ouvrir la porte, mais Alarica, plus confiante, y consent. Un grand jeune homme énamouré se précipite vers Alarica en lui déclarant sa flamme. Alors que la gouvernante doute de l'identité du jeune homme, Alarica n'est pas insensible à la ferveur amoureuse que ne cesse de lui témoigner celui-ci. Finalement, la gouvernante, convaincue qu'il n'est pas le roi, donne l'alerte en appelant le lieutenant de l'armée du roi Celestincic. Le maréchal de la noblesse courtelandaise (autrement dit « le général Silvestrius ») est appelé à la rescousse pour identifier le roi Parfait qu'il a déjà rencontré par le passé. Mais alors que le maréchal, dépassé par l'embrouillamini de la situation, est incapable de se prononcer, le lieutenant décide d'arrêter le prétendu roi. Celui-ci s’enfuit en sautant par la fenêtre. Le lieutenant lui tire dessus, mais la balle se loge dans la queue de la perruque du fuyard. Ce dernier n’est qu’assommé par l’impact (il revient à lui en disant « Quelqu’un m’a donné du gourdin dans la nuque. J'ai vu mille soleils. », puis il se rendort (en méconnaissance de son identité, on va l'appeler F...). Mais voilà qu'on frappe de nouveau à la porte : c'est le roi Parfait qui se présente accompagné de son ministre, le cardinal de la Rosette.
(Entrent le roi Parfait et le cardinal de la Rosette. Le roi d'Occident est en vert, avec des bottes. Petite perruque, tendance à l’embonpoint. Le cardinal est en habit de voyage. Il porte un manteau sur le bras. Tous deux s'inclinent.)

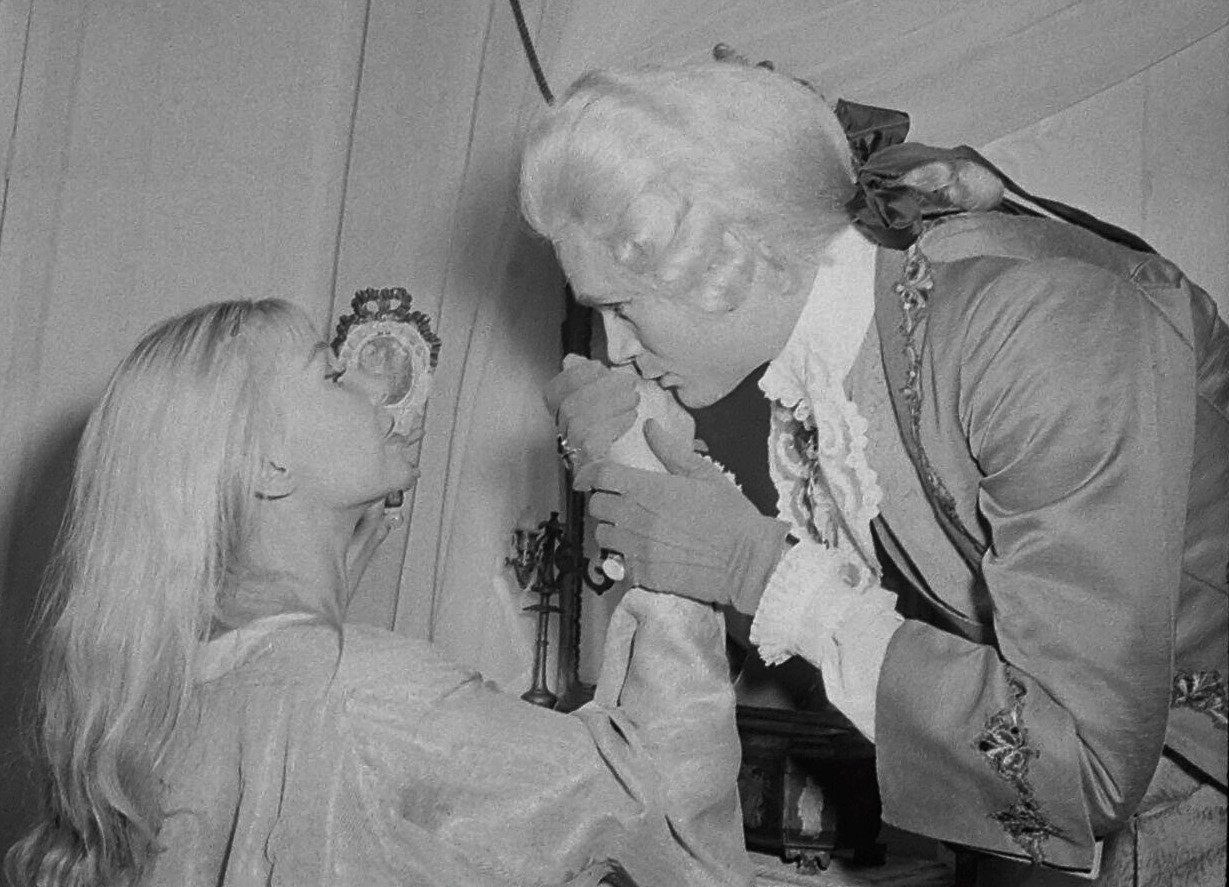
Le roi Parfait (Roger Pelletier) est très épris de la princesse Alarica.

Si le roi est courtois avec Alarica et la complimente pour sa beauté, son ministre de la Rosette se montre acerbe et ne manque aucune occasion pour dénigrer le royaume de Courtelande, enchaînant les critiques. Successivement, il qualifie le grand-duché « d'âpre contrée », laquelle « hormis la pluie, ils n'ont rien », « vous ne devez pas en avoir beaucoup, de maisons, dans votre campagne sauvage ». À Alarica qui lui dit « nous avons du bois », il lui répond « le bois sert aussi à faire des navires, mais ils marcheront comment, sans un peu de mer ? » Lorsque Alarica rappelle qu'elle est fiancée au roi, le cardinal prétend lui donner une leçon en rétorquant : « Femme de roi, croyez-moi, c'est un état pour lequel il convient d'avoir de fortes épaules. » Le dialogue se transforme alors en affrontement quand Alarica lui répond « Je suis fille de roi, Monseigneur. Je ne pense pas qu'il vous appartienne de m'instruire dans une matière qui m'est plus familière qu'à vous. » Le cardinal conteste sa souveraineté : « La Courtelande n'est royale que depuis que les grandes puissances en ont ainsi décidé, il y a huit ans. » Cette remarque désobligeante pour Alarica fait sursauter le roi qui, désolé, essaie de rester accommodant : « Que puis-je faire pour vous plaire ? Demandez-moi ce que vous voudrez. » Mais le cardinal insiste sur le fait que le roi n'a pas dit le plus important et reproche à celui-ci ses atermoiements « qui empirent la blessure qu'il faut faire [à Alarica]. » Mais celle-ci a déjà deviné en répondant au roi « N'allez pas plus avant. J'avais compris dès que j'ai vu cet homme » (désignant le cardinal, celui-ci est offusqué qu'elle escamote son titre). C'est elle qui résume ce que le roi ne parvient pas à lui avouer : « Je ne les verrai pas, les iris d'Occident. Je ne recevrai pas la couronne. […] De loin, de bien loin, on l'a fait venir, la pauvre bête, au juste endroit où l'attendait le piquant de la dague » (Le roi s'agenouille, en sanglotant, au pied du lit d'Alarica.) Le roi lui explique que l'Espagne le menace sur ses frontières du Sud et que le Danemark « le taquine par le haut », pour la raison que le souverain du Danemark est, par les femmes, le grand-père du roi d'Espagne — et, le plus important, est qu'il est également celui de Mercédès, la sœur du roi —. La solution, pour mettre fin aux hostilités des Espagnols et des Danois, est que le roi Parfait épouse Mercédès. Le cardinal résume trivialement la décision révoquant les fiançailles de Parfait et d'Alarica : « Nous laissons au Danemark les mains libres pour la morue [un avantage dans l'affaire d'un marché bassement mercantile de peaux de morue] et nous mettons l'Espagne dans nos draps. » [À partir de là, Alarica fredonne une chanson en courtelandais jusqu'à l'arrivée du maréchal.] Pour compenser le désistement des épousailles de l’Occident avec la Courtelande, le cardinal a tout prévu : une donation [sans frais ni taxe] de deux châteaux en Occident et, pour le roi Celestincic, une lettre de change de quarante-quatre écus d’Occident (trois cent mille florins de Courtelande). De façon méprisante, le cardinal précise que « cela vous permettra, braves gens, d’ajouter une colonne aux quatre péristyles du théâtre de votre métropole de paille et de pluie. » Mais quand le cardinal fait référence à la rumeur d'une anomalie physique d'Alarica « qui aurait les doigts de pied qui se tiennent. Et ce n'est pas tout... [murmurant à l'oreille du maréchal] », Alarica, lui répond « Tant que ne furent sur le tapis que la vicissitude des peuples et même de ma carrière, je me suis contenue. Mais qu'on touche à mes doigts de pied, je saute. 

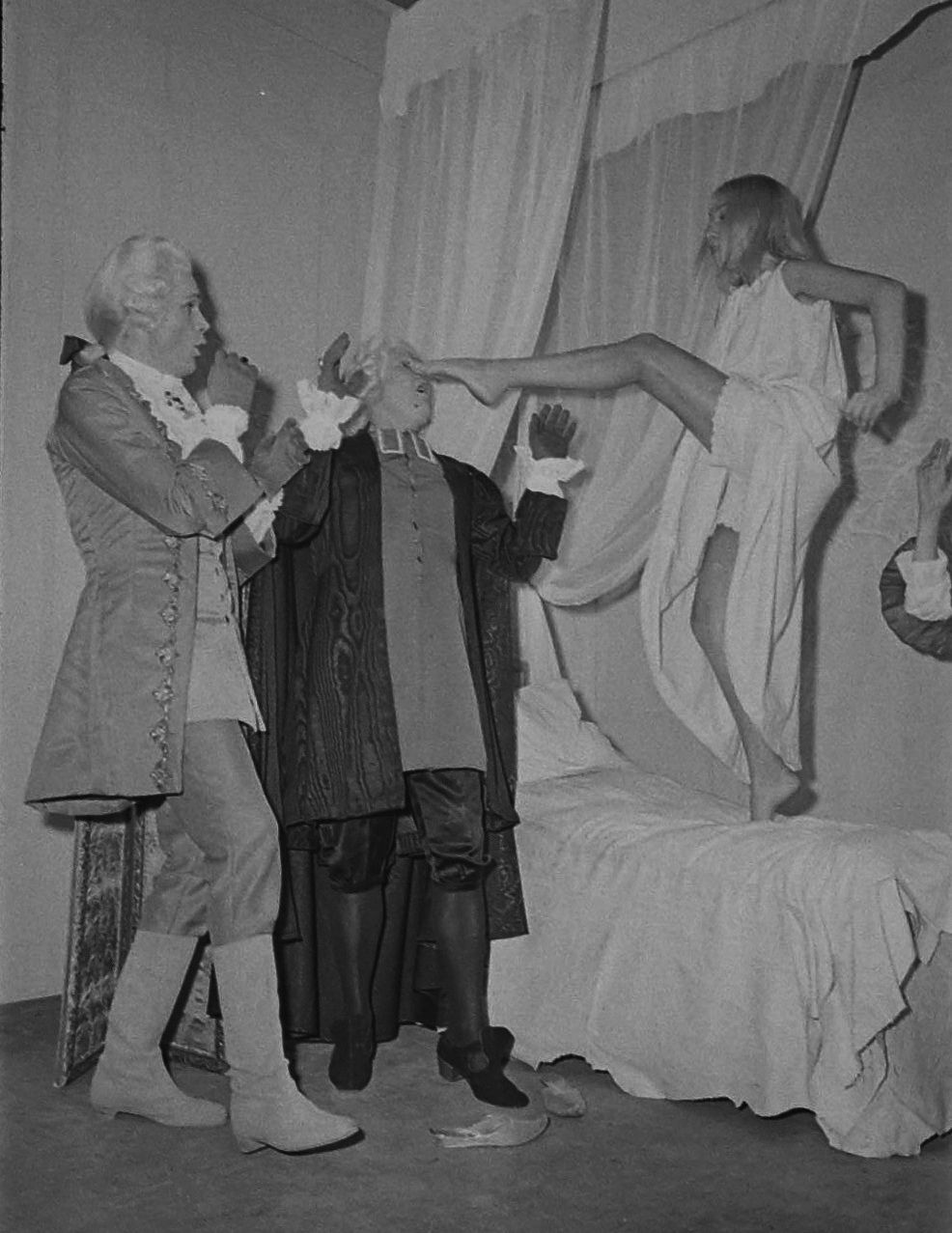
Alarica au cardinal : « Des doigts de pied de femme comme les miens, vous n'en avez peut-être jamais vu. Tenez, mon brave, goûtez-les. Vous m'en donnerez des nouvelles ».

Des doigts de pied de femme comme les miens, vous n'en avez peut-être jamais vu. Tenez, mon brave, goûtez-les. Vous m'en donnerez des nouvelles. » (Elle promène ses jambes nues sous le nez du cardinal. Le maréchal et la gouvernante tentent de réprimer l'emportement d'Alarica, qui est debout sur son lit et qui saute. […] Elle arrache sa chemise. La gouvernante et le maréchal s'efforcent de l'en empêcher. Ils gravissent le lit qui s'écroule à moitié. La fille leur échappe et s'enfuit. Elle danse, provocante, entre les autres, qui s'essoufflent. Elle vient près du cardinal et se jette contre lui.) Et lui dit « Je vous brulerai jusqu'à l'os. » Il s'ensuit que, jusqu'à présent dénudée, Alarica revêt une robe ; mais elle a perturbé le cardinal et le roi Parfait de telle façon que celui-ci se dresse contre son ministre, en révélant que le cardinal a « fricassé toute cette affaire. […] Notre mariage ne fut manigancé par le cardinal afin de chatouiller, d'accélérer la conclusion de notre accord avec l'Espagne. Dès le commencement, c'était une comédie. Voilà la vérité ! » Voulant renverser la situation, le roi Parfait, supplantant son ministre, enjoint à Alarica à s'enfuir avec lui, mais elle a d'autres projets. Pour cela, elle revêt un costume d'amazone, car elle part en résistance. Elle réveille F... qui dormait derrière le paravent (« J'ai dormi comme du plomb. Le cou me fait mal. C'est ce choc »). Se jouant du roi, Alarica embrasse F... sur les lèvres en disant « Nous deux, nous allons retourner dans notre lande malotrue ». Mais, continuant de se moquer du roi et de son ministre, elle fait mine de consentir à son mariage avec Parfait, à la condition que F..., déclaré comme son petit ami, soit nommé colonel et partage le lit royal. Finalement, vaincus par la comédie d'Alarica, le roi Parfait, effondré, et le cardinal se retirent.

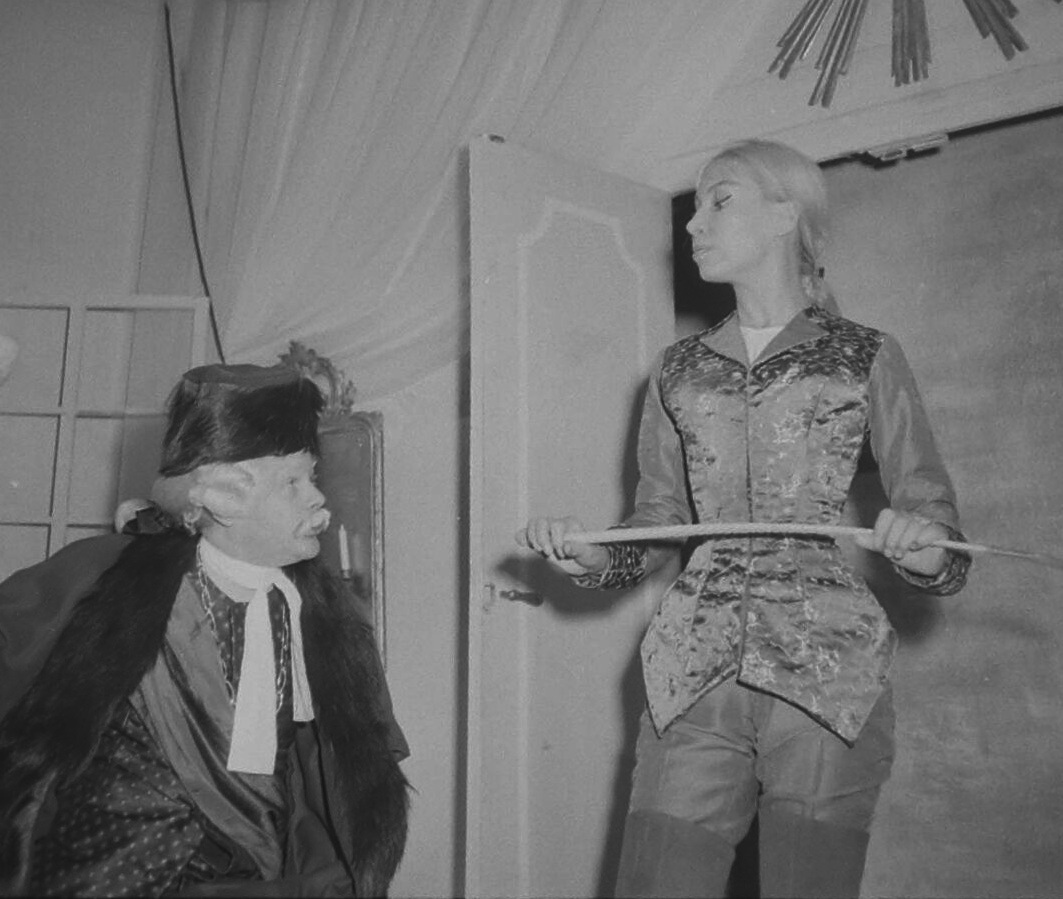
Alarica, qui s'est proclamée reine de Courtelande, fait face à son père déchu Celestincic (R. J. Chauffard) qui se demande :
— Qu'est-ce que je vais devenir ?
Elle répond : — Le mal court.

Alarica se prépare à rentrer en Courtelande. Elle a passé la nuit avec F... qui, lui aussi, songe à quitter le pays. Elle lui fait part de son regret d'avoir joué la comédie au roi Parfait en ayant tout fait « pour qu'il me croie une garce, et, même, pour être, pour de bon, méchante. » F... la rassure en lui disant que le roi se consolera avec d’autres femmes. Cependant, Alarica ne regrette pas d’avoir donné son corps à F... qui, le premier, vint l’embrasser. Elle lui exprime son estime en disant : « Vous m’aviez embrassée. Je suis pour la droiture, toujours la vérité. Vous m'aviez serrée. J'étais déjà votre maitresse. Le crime aurait été que le roi d'Occident malgré tout m'épousa. Il faut que le monde soit clair. Si les cœurs étaient clairs, le monde serait clair. »

Alarica, s'inquiétant de l'absence prolongée de sa gouvernante qui pourrait être embarrassée par le fait que « la princesse ait pris un amant », est détrompée par F... qui lui apprend que sa gouvernante aurait passé la nuit avec le maréchal. Face à l'incrédulité d'Alarica, F... lui répond que sa naïveté et ses illusions qui lui font prendre le faux pour le vrai lui donnent « des agaceries dans le bras qui sert à planter des tartes. » Alarica réplique que la déclaration d’amour que F... lui a faite est vraie et qu’elle se souvient des mots qui l’ont émue. Il lui révèle alors que ces mots figuraient dans un manuscrit que quelqu'un avait écrit pour être récité. D'ailleurs, il tire de sa poche ce manuscrit qu'il se met à parcourir. Alarica tombe des nues en se demandant quel est le sens de tout cela. Elle réalise enfin : « Vous voulez dire que vous me récitâtes un texte qu'on vous prépara ? Vous teniez un emploi. Pour le compte de qui ? » F... lui apprend qu'il s'appelle Roger La Vaque et qu'il est policier. Il lui révèle les détails du complot : « En Occident, ils cherchaient à s’assurer que la rupture réussirait ; le cardinal désirait un scandale retentissant pour mettre fin au mariage de toute façon ; quant à F..., il avait été mandaté pour salir la réputation de la princesse. » Et que, même si le numéro avait foiré, les roues du carrosse de la princesse avaient été assaisonnées et que jamais elle n'aurait franchi le fleuve. Alarica est effondrée par ces révélations en déclarant « Ainsi, partout, l'on triche. Partout, l'on fait comme si... C'est insupportable. C'est horrible. »
Mais l'arrivée de la gouvernante interrompt leur conversation. Alarica s'épanche sur son épaule. La gouvernante lui propose de retourner tout de suite dans « ton pays qui m'adopta » et à la rencontre de l'équipage du roi Celestincic venu les rejoindre. Pour consoler Alarica, la gouvernante lui dit que d'autres princes existent... Ce qui déclenche l'ire d'Alarica qui répond « Il s'agit bien du trône ! C'est au mensonge, au mal que jamais je ne me ferai. Chaque bouche est un piège. On a même truqué les roues de ma voiture. » En entendant ces derniers mots, la gouvernante se tourne vers F... et le traite de « salaud » pour « avoir parlé ». À partir de là, la gouvernante et F... s’invectivent, s’injurient et se menacent (la gouvernante dit notamment à F... : « Vous m'avez brûlée. Vous serez fusillé. »). Après avoir fait son mea-culpa à Alarica, la gouvernante s'en va. 
Mais une voix, derrière la porte, dit — C'est le roi.
C'est le roi Celestincic, cinquante ans, qui entre, avec béquille, manchons.
Il sait que les fiançailles sont rompues, mais ne semble pas trop déçu des deux châteaux et des trois cent mille florins reçus en compensation. Alarica est étonnée qu'il soit déjà au courant. Le roi est prêt à partir avec sa fille « tous les deux, tous les deux ». F... veut fuir les Occidentaux « qui le rattraperont comme ils voudront. » Mais Alarica lui propose de venir avec eux. Le roi marque son désaccord quand Alarica fait part à F... de ses projets ambitieux pour moderniser la Courtelande et que le royaume a besoin d'officiers et que, même si F... n'est pas noble « La noblesse prend sa source dans l'ambition et l'énergie. » Ce n'est pas du tout du goût du roi qui monte sur ses grands chevaux : « Je ne tolérerai pas que tu te flattes d'une prérogative dont je dispose seul. Seuls mes invités seront les bienvenus dans ma maison. » (le roi et Alarica échangent quelques mots acerbes en courtelandais). Puis Alarica dit à F... « Je t'emmène, tu seras mon partageur musclé. Ce qu'il me faut de chair virile pour être un homme tout à fait. »

Le roi Celestincic s'étonne de l'absence de la gouvernante. Alarica lui répond « Ma gouvernante cuisine des roues. Ma gouvernante tricote des balles. Avant tout, ce qu'il faut c'est que coure le mal. Le mal court. Vous le voyez ? Comme il court bien ! Furet ! C'est un plaisir. Le crime... » Le roi Celestincic ne comprend rien de ce que raconte Alarica, mais s'en prend au roi Parfait, le traitant de crapule. Alarica répond alors à son père : « Le roi d'Occident est un très grand roi. Vous n'êtes, vous, qu'un petit roi d'oies. Vous régnez sur les oies, mon ami. Mais patience... » Le roi Celestincic croit que sa fille est devenue folle et veut alerter ses officiers et les autorités de Saxe pour le constater. Le maréchal et le lieutenant entrent et le roi Celestincic leur demande d'appréhender F... et qu'il va enfermer sa fille qui a la tête dérangée. Mais Alarica s'explique sur sa prise de position en déclarant « Ma vie si pure, ma si droite vie, n'aura servi qu'à masquer l'ouragan de ma férocité. Ma férocité se démasque. Tout le mal que je n'ai pas fait, je le fais d'un seul coup. La plaine s'ouvre. Que jaillisse la montagne des eaux noires. » Elle interpelle F... qui la comprend parfaitement et la suit dans ses ambitions. Il dévoile son plan pour fertiliser les marécages de Courtelande en les asséchant tout en évacuant l'eau vers les fleuves et qu'ensuite, le blé qui poussera permettra à la Courtelande de le vendre en quinze bateaux par an en Angleterre qui n'a guère de blé. Comme il faudra un port, les Anglais viendront le chercher dans le port moscovite le plus proche de nous, car Catherine nous en louera un. Parce que d'abord elle palpe le bail et ensuite, à mesure que d'argent et de crédit nous nous enrichissons, la brave Catherine nous vendra du cuir, des fourrures, du thé. À notre tour, avec l'argent de notre blé, nous achèterons, en Angleterre, des machines... 

Alarica tient alors un discours devant la petite assemblée qui — à part le roi Celestincic — a approuvé le plan de F... : « Messieurs, la reine de Courtelande vous délie du serment prêté entre les mains de ce béquillard pastilleux. La reine de Courtelande vous conseille de jurer fidélité à moi-même et, par-dessus le marché, à ce beau garçon que, désormais, je promeus mon cheval, mon danseur, mon tuteur, mon filleul et mon cavalier. Les blés seront hauts, désormais, là-bas, sur notre contrée mal notée. Nous aurons des hôpitaux, des casernements, des instituts. Je m'en moque. Je ne recherche pas la puissance pour la puissance, mais il se trouve que je suis la fille d’un souverain et que le renversement de mon âme du côté du mal qui est le bien, du mal qui est le roi, je ne puis l'accomplir de plus mémorable, de plus exemplaire manière qu'en revendiquant la puissance, par l'assassinat si c'est nécessaire. […] Engendrer signifie qu'on douta de soi pour accomplir la vie. L'enfant détruit le parent. […] Les granges craqueront de blé. Nous aurons des canons, des douaniers, des prêtres. Les enfants prieront à genoux devant mon image. »

Le roi Celestincic s'interroge : — « Qu'est-ce que je vais devenir ? » Alarica répond : — « Le mal court. »

## Création de la pièce

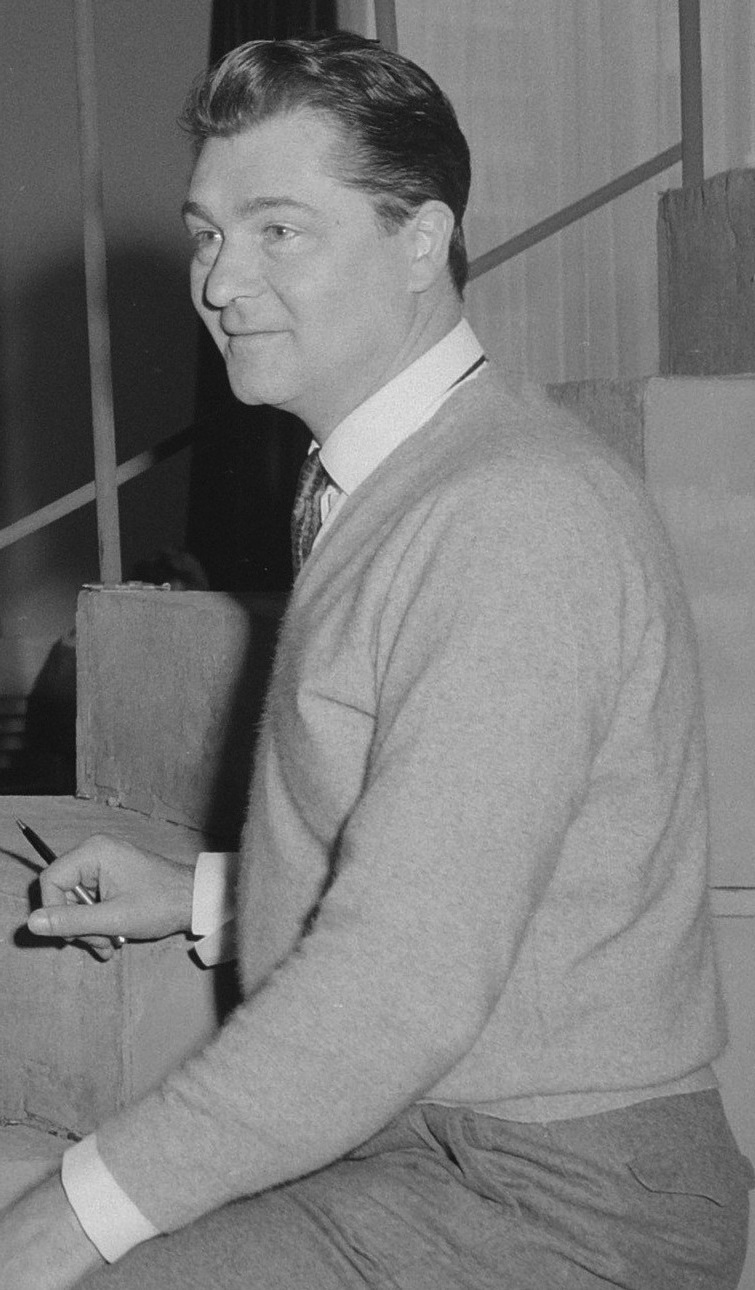
Le metteur en scène Georges Vitaly en répétition à Rotterdam en 1961.

Créée le 25 juin 1947 dans une mise en scène de Georges Vitaly au Théâtre de Poche-Montparnasse de Paris (6e arr.).

Georges Vitaly a également effectué la mise en scène des reprises de 1955 (Théâtre La Bruyère), 1963 (La Bruyère), 1966 (Tréteaux de France à Fresnes) et 1982 (au Théâtre du Tourtour).
Le rôle principal, celui de la princesse Alarica, a été créé par Suzanne Flon qui a de nouveau endossé ce rôle en 1955.

## Représentations 1955
Toutes ces informations proviennent des Archives du Spectacle.

### Fiche technique
- Mise en scène : Georges Vitaly
- Scénographie : Leonor Fini
- Costumes : Leonor Fini
- Production du Théâtre La Bruyère de Paris (9e arr.).

### Distribution
- Suzanne Flon : Alarica, princesse de Courtelande
- Aline Bertrand : Madame Toulouse, gouvernante d'Alarica
- Jacques Amyran : Monsieur F...
- Paul Gay : le lieutenant
- Jacques Dufilho : le maréchal
- Roger Pelletier : Parfait XVII, roi d'Occident
- Hubert Deschamps : le cardinal de la Rosette
- Saint-Roch : Celestincic, roi de Courtelande

## Représentations 1963
Toutes ces informations proviennent du cahier BnF no 46  (ISBN 2-7177-2282-3) de l'exposition Silvia Monfort - Une vie de combat pour le théâtre 2003-2004.

### Fiche technique
- Mise en scène : Georges Vitaly
- Scénographie : Leonor Fini
- Costumes : Leonor Fini
- Production du Théâtre La Bruyère de Paris (9e arr.)

### Distribution
- Silvia Monfort : Alarica, princesse de Courtelande
- Aline Bertrand : Madame Toulouse, gouvernante d'Alarica
- Jean Brassat : Monsieur F...
- Jean-Pierre Moutier : le lieutenant
- Claude Mansart : le maréchal
- Roger Pelletier : Parfait XVII, roi d'Occident
- Jean Bolo : le cardinal de la Rosette
- R. J. Chauffard : Celestincic, roi de Courtelande

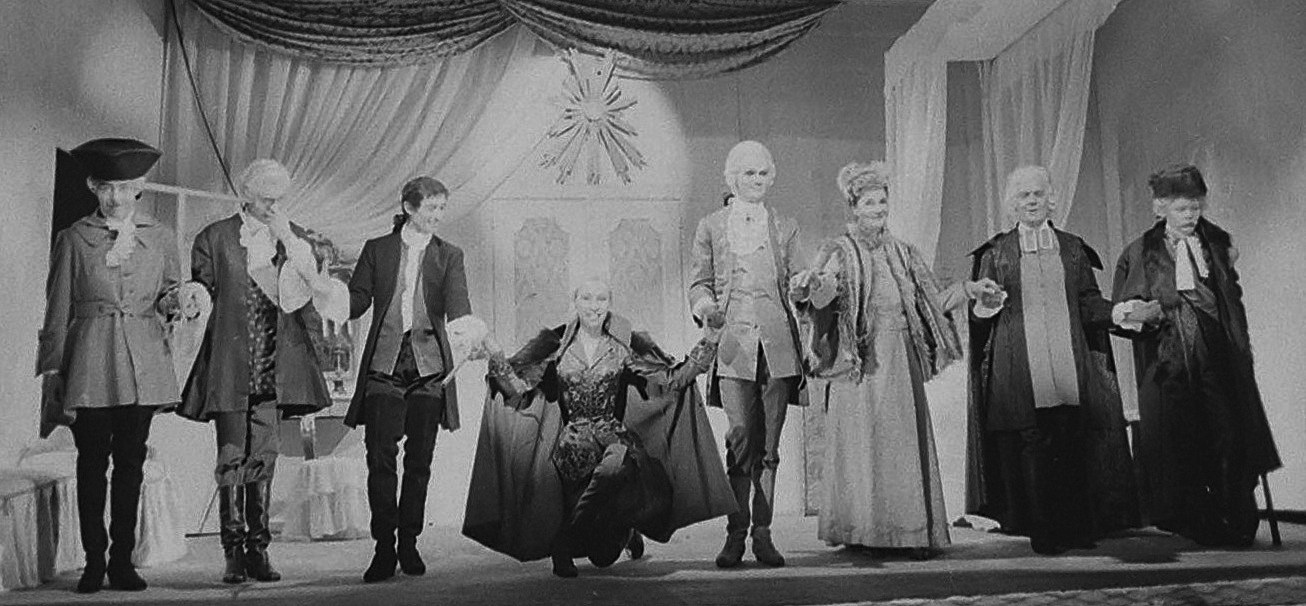
De gauche à droite : Jean-Pierre Moutier (le lieutenant), Claude Mansart (le maréchal), Jean Brassat (F...), Silvia Monfort (Alarica), Roger Pelletier (Parfait), Aline Bertrand (la gouvernante), Jean Bolo (le cardinal), R. J. Chauffard (Celestincic), en 1963 au théâtre La Bruyère.

## Représentations 1966

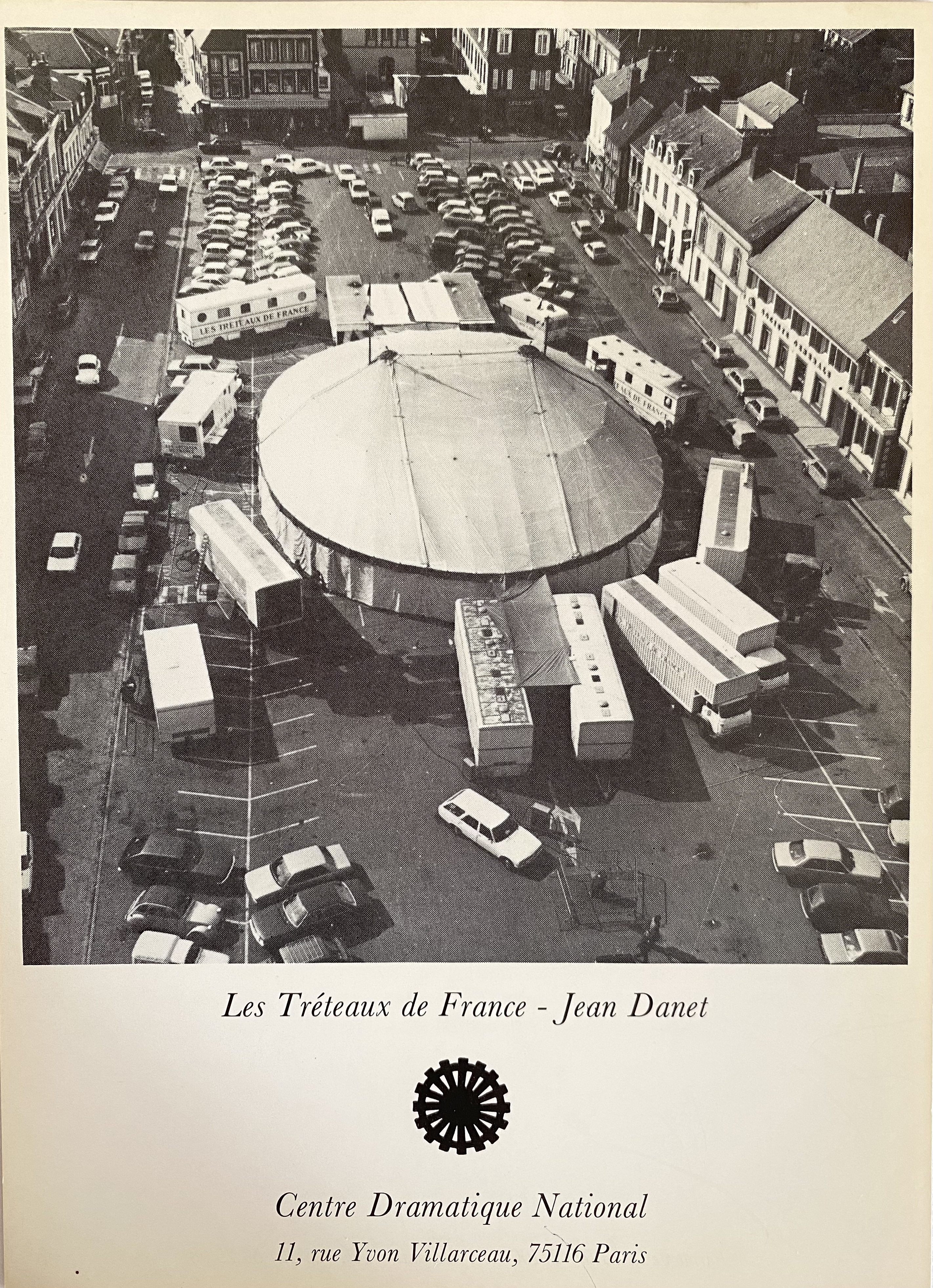
Le chapiteau des Tréteaux de France.

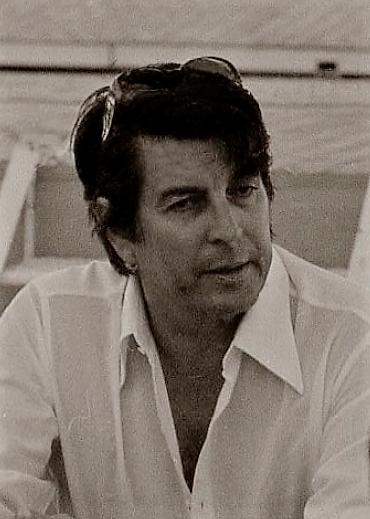
Jean Danet en conférence au Festival d'Avignon 1975.

Toutes ces informations proviennent des Archives du Spectacle.

### Fiche technique
- Mise en scène : Georges Vitaly
- Scénographie : Gérard Alexandre
- Costumes : Jacques Schmidt
- Création des Tréteaux de France – direction de Jean Danet.
- Représentation notable du 18 mai 1966 au Parc des Sports de Fresnes[Note 2]. La production des Tréteaux avait commencé en novembre 1963 au Théâtre La Bruyère et s'est poursuivie par une tournée en France : le 14 janvier 1964 à la Comédie de Caen (Calvados) et, à partir de 1966, sous le chapiteau des Tréteaux un peu partout en France jusqu'en 1967 (du 10 juin au 27 août). La tournée s'est achevée par une représentation au Caire (Égypte) le 8 novembre 1968[5].

### Distribution
- Silvia Monfort : Alarica, princesse de Courtelande
- Moni-Reh : Madame Toulouse, gouvernante d'Alarica
- Jean Danet : Monsieur F...
- Jacques Herbert : le lieutenant
- Rogers : le maréchal
- Roger Pelletier : Parfait XVII, roi d'Occident
- Jean Antolinos : le cardinal de la Rosette
- Georges Aubert : Celestincic, roi de Courtelande

## Témoignage
Jacques Audiberti : « Silvia Monfort joue à son tour Alarica, sur la scène du théâtre La Bruyère. Elle compose davantage. Elle rejoint en prenant du champ. Elle chorégraphie. Elle déploie l'artistique plasticité. Elle ne cherche pas l'absolue vraisemblance d'un modèle historique, absent, d’ailleurs, de mon esprit quand j'écrivis ces rapides trois actes. [...] De toute part, elle s'enroule au spectateur. »

## Vidéo
Le mal court sera diffusé gratuitement en vidéo du 13 août au 16 septembre 2025 sur le site de l'INA. C'est une réalisation d'Alain Boudet datant du 3 avril 1962 et diffusée à l'origine par RTF Télévision. Suzanne Flon, créatrice en 1947 du rôle d'Alarica à la scène, en est de nouveau l'interprète. Elle est entourée de Philippe Noiret, Michel Auclair et Michel de Ré (durée 96 minutes).